# 巴甫利夫希納 (佐洛托諾沙區)
49°53′25″N 32°10′32″E / 49.89028°N 32.17556°E
巴甫利夫希納（烏克蘭語：Павлівщина）是位於烏克蘭中部的村莊，由切爾卡瑟州佐洛托諾沙區的德拉比夫市鎮負責管轄。該村面積14.7平方公里，海拔高度116米，2009年人口351，人口密度每平方公里23.9人。